# Oost-Saksisch voetbalkampioenschap
Het Oost-Saksisch voetbalkampioenschap (Duits: Gauliga Ostsachsen) was een van de regionale voetbalcompetities van de Midden-Duitse voetbalbond, die bestond van 1902 tot 1933. De kampioen plaatste zich telkens voor de Midden-Duitse eindronde en maakte zo ook kans op de nationale eindronde.
In 1919 reorganiseerde de voetbalbond de competities. De competitie van Opper-Lausitz en Oost-Saksen werden verenigd onder de nieuwe Kreisliga Ostsachsen. In de praktijk bracht dit voor de Oost-Saksische clubs geen verandering met zich mee omdat deze als sterker beschouwd werden en in de hoogste klasse bleven. Geen enkele club uit Opper-Lausitz kon promotie afdwingen. In 1923 werd deze hervorming ongedaan gemaakt en gingen beide competities opnieuw zelfstandig verder als Gauliga Ostsachsen en Gauliga Oberlausitz. 
In 1933 kwam de Nationaalsocialistische Duitse Arbeiderspartij aan de macht en werden de overkoepelende voetbalbonden en hun talloze onderverdelingen opgeheven om plaats te maken voor de nieuwe Gauliga.

## Erelijst
- 1903 Dresdner SC
- 1904 Dresdner SC
- 1905 Dresdner SC
- 1906 Dresdner SC
- 1907 Dresdner SC
- 1908 Dresdner SC
- 1909 Dresdner SC
- 1910 BC Sportlust Dresden
- 1911 Dresdner SC
- 1912 Dresdner SC
- 1913 Dresdner Fußballring
- 1914 Dresdner Fußballring
- 1915 BC Sportlust Dresden
- 1916 Dredsner Fußballring
- 1917 Dresdner Fußballring
- 1918 KSG VfB 03/Sachsen Dresden

- 1919 Dresdner Fußballring
- 1920 SV 1906 Dresden
- 1921 Dresdner Fußballring
- 1922 Dresdner Fußballring
- 1923 Guts Muts Dresden
- 1924 Brandenburg Dresden
- 1925 Guts Muts Dresden
- 1926 Dresdner SC
- 1927 Dresdner SC
- 1928 Dresdner SC
- 1929 Dresdner SC
- 1930 Dresdner SC
- 1931 Dresdner SC
- 1932 Dresdner SC
- 1933 Dresdner SC

## Eeuwige ranglijst

### Kampioenen
| Club                       | Titels |
| -------------------------- | ------ |
| Dresdner SC                | 17     |
| Dresdner Fußballring       | 7      |
| Guts Muts Dresden          | 2      |
| BC Sportlust Dresden       | 2      |
| SV Brandenburg 01 Dresden  | 1      |
| SV Dresden 06              | 1      |
| KSG VfB 03/Sachsen Dresden | 1      |

### Seizoenen
Drie seizoenen Dresdense competitie meegeteld (1901, 1901/02, 1904/05). Clubs die in 1904/05 in beide competities speelden krijgen één seizoen bijgeteld voor dat jaar. Van de seizoenen 1918/19 en 1919/20 zijn enkel de kampioenen bekend. 
| Club                             | /31 | Periode (1901-1918, 1920-1933)             |
| -------------------------------- | --- | ------------------------------------------ |
| Dresdner SC                      | 31  | 1901-1918, 1920-1933                       |
| SV Guts Muts Dresden             | 27  | 1904–1918, 1920-1933                       |
| Dresdner FC 1893                 | 24  | 1901-1902, 1904-1916, 1923-1933            |
| BC Sportlust Dresden             | 20  | 1901-1902, 1904-1918, 1920-1924            |
| Dresdensia Dresden               | 19  | 1901-1902, 1904-1914, 1916-1917, 1924-1931 |
| Dresdner FC Fußballring 1902     | 19  | 1912-1918, 1920-1933                       |
| SV Brandenburg 01 Dresden        | 19  | 1912-1918, 1920-1933                       |
| SV 06 Dresden                    | 19  | 1910-1918, 1920-1933                       |
| Dresdner SpVgg 05                | 17  | 1914-1918, 1920-1933                       |
| VfB 1903 Dresden                 | 15  | 1910-1917, 1920-1925, 1926-1928, 1929-1930 |
| FV Sachsen 1900 Dresden          | 12  | 1905-1906, 1907-1917                       |
| VfR 1908 Dresden                 | 5   | 1916-1918, 1930-1933                       |
| Meißner SV 1908                  | 5   | 1927-1932                                  |
| Radebeuler BC 08                 | 4   | 1923-1927                                  |
| Dresdner FC Germania 1901        | 4   | 1904-1908                                  |
| Mittweidaer BC 1896              | 3   | 1902-1905                                  |
| Chemnitzer BC 1899               | 2   | 1903-1905                                  |
| Riesaer SV 03                    | 2   | 1931-1933                                  |
| FC Germania 1897 Mittweida       | 1   | 1902-1903                                  |
| Sportfreunde 04 Freiberg         | 1   | 1932-1933                                  |
| KSG VfB 1903/Sachsen Dresden     | 1   | 1917-1918                                  |
| FC Hohenzollern Dresden          | 1   | 1907-1908                                  |
| SC 1904 Freital                  | 1   | 1925-1926                                  |
| SpVgg Eintracht-Viktoria Dresden | 1   | 1928-1929                                  |